# Superficialità
Nella psicologia sociale e nella filosofia, la superficialità è un atteggiamento inteso come la mancanza di profondità di pensiero nelle relazioni, nella conversazione e nell'analisi. Il suo opposto è lo spirito critico.
Si dice che il concetto di superficialità abbia pervaso la cultura occidentale almeno dai tempi di Platone.

## Cause
La superficialità implica poca riflessione, leggerezza e scarsa sensibilità, legata a valori puramente esteriori (come l'attrattività fisica, il modo di vestire, di parlare, eccetera). Ne consegue un atteggiamento di disprezzo verso lo sforzo e la fatica.
Le persone superficiali non dedicano molto tempo al ragionamento e valutano l'aspetto fisico degli altri più di altri aspetti, come la personalità, i valori interiori o le capacità. Seguono il falso ideale di rifiutare i problemi, credendo che questi non possano essere costruttivi. Vedono le difficoltà e la lentezza di pensiero (per prendere decisioni ponderate) come difetti, e così possono sviluppare opinioni distorte e semplificate, che non reggono alla prova delle esperienze complesse.
La superficialità è fortemente legata all’amore non corrisposto, all'ignoranza e all'impulsività.

## Terapia
Quasi tutte le psicologie del profondo sfidano l'apparente pensiero postmoderno, cercando di valorizzare la profondità rispetto alla superficialità, con l'obiettivo, secondo David Cooper, di "portare il cambiamento dalle profondità della psiche fino alla superficie dell’apparenza sociale di un individuo”. Così, ad esempio, gli junghiani enfatizzano all'inizio della terapia quella che chiamano "fase di ripristino dell'archetipo della persona" come uno sforzo per preservare la superficialità, ma poi vedrebbero in modo ottimale il cliente spostarsi dalla superficie a un'emozione e a una creatività più profonde.

## Elaborazione sociale
La psicologia sociale ritiene che, nella vita di tutti i giorni, l’elaborazione sociale oscilli tra la superficialità (dove si collocano le prime impressioni e i giudizi immediati) e una forma di elaborazione più profonda (che include la comprensione) per capire l’altra persona più a fondo. Nel normale corso della vita, si prendono necessariamente gli altri come esempi di verità, e utilizzando tipi ideali o stereotipi per guidare le attività quotidiane, mentre le istituzioni possono anche fare affidamento sul consenso superficiale del pensiero di gruppo per impedire uno studio più accurato.
Tuttavia, alcune circostanze richiedono un passaggio da un'elaborazione superficiale a una più estesa. Quando le cose si fanno serie, si dovrebbe dedicare più e più tempo su una riflessione riguardo alla comprensione, lasciando i giudizi superficiali alle situazioni in cui il rischio è basso, anziché alto.